# Сан-Бернардо (футбольный клуб)
«Сан-Берна́рдо» (порт. São Bernardo Futebol Clube) — бразильский футбольный клуб из города Сан-Бернарду-ду-Кампу, штат Сан-Паулу. В 2022 году клуб выступал в бразильской Серии D и добился выхода в Серию C на следующий сезон.

## История
«Сан-Бернардо» был образован 20 декабря 2004 года, это сокращённая версия названия города Сан-Бернарду-ду-Кампу. В 2005 году команда начала играть во Втором дивизионе (четвёртая по уровню лига) штата Сан-Паулу, где заняла третье место и гарантировала выход в Серию A3. В 2008 году, благодаря второму месту в Серии A3, «Берно» заработали путёвку в Серию A2. Наконец, по итогам 2010 года команда завоевала путёвку в высший дивизион Лиги Паулисты.
Удержаться в элите не удалось, но выиграв Серию A2 в 2012 году, «Сан-Бернардо» вернулся в Серию A1, где пребывал до 2017 года. Несмотря на неудачное выступление в чемпионате штата, 2017-й стал годом дебюта «Сан-Бернардо» в общебразильской лиге — Серии D, где выступил довольно удачно, заняв 9-е место.
В 2021 году «тигры ABC» вновь выиграли Серию A2, и во второй раз в истории (впервые — в 2013 году) завоевали Кубок Паулисты. «Сан-Бернардо» во второй раз в своей истории завоевал путёвку в бразильскую Серию D. По итогам чемпионата «Берно» сумел выйти в полуфинал, что гарантировало команде путёвку в Серию C на следующий сезон.
Самыми принципиальными соперниками «Сан-Бернардо» являются две другие известные команды из региона ABC штата Сан-Паулу — «Сан-Каэтано» и «Санту-Андре».

## Достижения
- Чемпион штата Сан-Паулу в Серии A2 (2): 2012, 2021
- Обладатель Кубка Паулисты (2): 2013, 2021

## Выступления по сезонам
- Участник бразильской Серии C (1): 2023
- Участник бразильской Серии D (2): 2017, 2022
- Участник Кубка Бразилии (2): 2013, 2014